# Johann Gustav Stahn
Johann Gustav Stahn (* 20. Dezember 1806 in Berlin; † 1878 oder 1879 in Wernigerode) war ein preußischer Jurist und Oberkonsistorialrat.

## Leben
Johann Gustav Stahn wurde als Sohn des Archidiakons an Sankt Marien Johann Gottfried Stahn (1764–1849) und der Caroline Sophie Harras geboren. Nach dem Besuch des Berliner Gymnasiums Graues Kloster studierte er an den Universitäten Bonn und Berlin Rechtswissenschaften. Im Sommersemester 1826 wurde er Mitglied des Corps Borussia Bonn. Nach Abschluss des Studiums schlug er in Berlin die Juristenlaufbahn ein. 1828 wurde er Auskultator, 1835 Kammergerichtsassessor, 1840 Justizrat, 1841 Kriminalgerichtsrat, 1849 Stadtgerichtsrat und 1853 Kammergerichtsrat. 1862 wurde er Oberkonsistorialrat und Mitglied des Evangelischen Oberkirchenrats der altpreußischen Union.
Stahn war seit 1843 mit Auguste Caroline Maria Bier (1822–1887) verheiratet.
Er wurde auf dem St.-Marien- und St.-Nikolai-Friedhof I beigesetzt.